# M'Liliha
M'Liliha (în arabă المليليحة) este o comună din provincia Djelfa, Algeria.
Populația comunei este de 14.242 de locuitori (2008).